# André Rouxel (militaire)
Cet article concerne le Compagnon de la Libération. Pour l'homme politique français du XXe siècle, voir André Rouxel (homme politique).
Pour les articles homonymes, voir Rouxel.
André Rouxel, né le 8 décembre 1915 à Saint-Mandé et mort le 20 mai 2004 à Tours, est un militaire et résistant français, Compagnon de la Libération.

## Biographie

### Jeunesse et formation
Fils d'un courtier en marchandises, André Rouxel naît le 8 décembre 1915 à Saint-Mandé, alors dans le département de la Seine. Après ses études secondaires effectuées au collège jésuite Saint-Grégoire à Tours, il devance l'appel et est affecté au 9e escadron du train des équipages. À l'issue de son service militaire dont il sort avec le grade de brigadier, il commence à travailler pour la Compagnie standard des pétroles.

### Seconde Guerre mondiale
Rappelé sous les drapeaux lors de la mobilisation en 1939, il est affecté au Levant et arrive à Beyrouth en octobre. Il ne participe donc pas aux combats de 1940 en métropole et apprend au Liban la signature de l'armistice du 22 juin 1940. En désaccord avec ce dernier, il décide de s'enfuir vers la Palestine afin d'y rejoindre l'armée britannique et poursuivre le combat. Il découvre alors les autres français décidés à continuer la lutte et s'engage comme eux dans les forces françaises libres,. Affecté au 1er escadron de spahis du chef d'escadron Paul Jourdier, il participe à la campagne d'Érythrée et à la charge d'Umbrega, dernière charge au sabre de la cavalerie française,.
Il retrouve la Palestine en juin 1941 lorsqu'il est muté au 2e escadron de spahis, sous les ordres de François Morel-Deville. Promu maréchal des logis le mois suivant, il part pour Damas où il suit les cours d'élève-aspirant. À l'issue de cette formation, il retourne dans les escadrons de spahis qui ont été organisé en groupe de reconnaissance de corps d'armée, d'abord pour la 1re brigade française libre du général Kœnig puis pour la 2e brigade française libre du colonel Cazaud,. En août 1942, les spahis sont associés à la 1re compagnie de chars pour former une colonne volante qui, rattachée aux "Rats du désert" de la 7e division blindée britannique, est engagée dans la guerre du désert en Libye et en Égypte. André Rouxel s'y distingue le 24 octobre 1942, lors de la seconde bataille d'El Alamein, en tenant tête à trois chars ennemis avec une simple automitrailleuse. Entretemps, en septembre 1942, les escadrons de spahis sont réorganisés pour former le 1er régiment de marche de spahis marocains (1er RMSM). Après une période de repos et d'entraînement durant laquelle il a été promu sous-lieutenant, il participe à la campagne de Tunisie puis stationne au Maroc où le 1er RMSM devient l'unité de reconnaissance de la 2e division blindée (2e DB),. Avec celle-ci, André Rouxel part pour l'Angleterre en vue du débarquement en France.
André Rouxel débarque avec la 2e DB sur Utah Beach le 1er août 1944 et prend part à la bataille de Normandie. Il participe ensuite à la Libération de Paris lors de laquelle il s'illustre, le 24 août 1944 à Saclay, en réussissant à dégager son peloton d'une violente attaque ennemie. Promu lieutenant en septembre, il suit ensuite l'avancée de la 2e DB et participe avec elle à la bataille de Vosges puis à la bataille d'Alsace avant d'entrer en Allemagne et de terminer la guerre à Berchtesgaden.

### Après-Guerre
Après le conflit, André Rouxel retrouve le secteur pétrolier en travaillant pour Esso France. En 1951, il part pour Madagascar où il est cadre puis directeur de la Vacuum Oil Company. Il s'installe ensuite au Pakistan où il est directeur-général adjoint de la succursale locale d'Esso de 1962 à 1965. De retour à Madagascar en 1965 et toujours pour Esso, il est cette fois directeur-général.
André Rouxel meurt le 20 mai 2004 à Tours où il est inhumé au cimetière de La Salle,.

## Décorations
|  |  |  |
|  |  |  |

| Commandeur de la Légion d'Honneur                             | Commandeur de la Légion d'Honneur                             | Commandeur de la Légion d'Honneur                             | Compagnon de la Libération Par décret du 24 mars 1945            | Compagnon de la Libération Par décret du 24 mars 1945            | Compagnon de la Libération Par décret du 24 mars 1945            | Croix de guerre 1939-1945                               | Croix de guerre 1939-1945                               | Croix de guerre 1939-1945                               |
| Croix du combattant volontaire Avec agrafe "Guerre 1939-1945" | Croix du combattant volontaire Avec agrafe "Guerre 1939-1945" | Croix du combattant volontaire Avec agrafe "Guerre 1939-1945" | Médaille coloniale Avec agrafes "Érythrée", "Libye" et "Tunisie" | Médaille coloniale Avec agrafes "Érythrée", "Libye" et "Tunisie" | Médaille coloniale Avec agrafes "Érythrée", "Libye" et "Tunisie" | Médaille commémorative française de la guerre 1939-1945 | Médaille commémorative française de la guerre 1939-1945 | Médaille commémorative française de la guerre 1939-1945 |